# Powiat Zlaté Moravce
Powiat Zlaté Moravce (słow. okres Zlaté Moravce) – słowacka jednostka podziału terytorialnego znajdująca się w kraju nitrzańskim. Powiat Zlaté Moravce zamieszkiwany jest przez 43 622 obywateli (w roku 2001), zajmuje obszar 521 km², średnia gęstość zaludnienia wynosi 83,73 osób na km².

## Stosunki etniczne
- Słowacy – 97,0%
- Węgrzy – 1,1%
- inni – 0,5%

### Stosunki wyznaniowe
- katolicy – 89,9%
- luteranie – 0,9%